# کشته شدن هادی عطازاده
در تاریخ ۸ شهریور ۱۴۰۰، هادی عطازاده شهروند جوان اهل اهر، آذربایجان شرقی درپی اجرای حکم شلاق درگذشت. گفته می‌شود وی به‌علت داشتن مشروبات الکلی، به زندان و شلاق محکوم شده بود.

## شرح
طبق گزارش‌ها، هادی عطازاده شهروند جوان اهری، به‌علت داشتن مشروبات الکلی به زندان اهر منتقل شده و پس از اجرای حکم شلاق، بدحال شده و به بیمارستان منتقل شد.

### مرگ
هادی عطازاده در بیمارستان جان باخته‌است. به‌گفته هم‌سلولی هادی عطازاده، پس اجرای حکم شلاق وی به‌شدت بدحال بوده‌است ولی مأموران زندان بدون توجه به حالش او را به قرنطینه منتقل کردند. همچنین یکی از نزدیکان هادی عطازاده در گفتگو با ایران‌وایر گفت:
هادی به جرم مصرف مشروبات الکلی در زندان اهر محبوس بود. مسوولان زندان روز دوشنبه او را برای اجرای حکم شلاق از بند خارج کرده و شلاق زده و بعد به بند قرنطینه زندان فرستاده‌اند. وضعیت جسمی هادی از لحظه ورود به بند به شدت وخیم بوده‌است اما هر چه‌قدر هم‌بندهای هادی به مسوولان زندان اصرار کرده‌اند که او نیاز به رسیدگی پزشکی دارد، هیچ‌کس توجهی نکرده‌است. نهایتاً بعد از جان باختن هادی، جسد او را به بیمارستان انتقال داده‌اند.
پس از مرگ، اور راد در قبرستان آیت‌الله برقی به‌خاک سپردند؛ که شاهدان، رد شلاق را برروی پیکر او مشاهده کردند.

### تکذیب‌ها
مسئولان زندان ادعا کرده بوند که هادی عطازاده خودکشی کرده یا براثر ابتلا کرونا به کرونا درگذشته‌است. که خانواده وی ضمن تکذیب در مصاحبه با خبرگزاری ایران‌وایر گفتند:
همه این‌ها شایعه‌اند. عده‌ای می‌خواهند بر این جنایت سرپوش بگذارند. بخیه‌های روی سینه هادی آثار آزمایشات پزشکی قانونی است و خبر خودکشی و درگیری با سایر زندانیان مطلقاً دروغ است.